# Théo Gatelier
Pas d'image ? Cliquez ici

a Compétitions nationales et continentales officielles uniquement.

Dernière mise à jour le 7 juin 2024.
Théo Gatelier, né le 31 mars 1998 à Dax, est un joueur français de rugby à XV évoluant aux postes d'arrière et d'ailier.

## Biographie
Né le 31 mars 1998 à Dax,, Théo Gatelier pratique le rugby à XV depuis ses 5 ans au sein de l'école de rugby de l'Union sportive mugronnaise, au sein de laquelle son père est l'un des éducateurs. Il rejoint ensuite les juniors de l'Union sportive dacquoise, club professionnel du Sud-Ouest des Landes, en 2015,,, avant de faire une pige d'une saison à l'US Mugron en 2016-2017.
Rappelé par Renaud Dulin, responsable du centre de formation dacquois, il fait son retour à Dax lors de la saison 2017-2018 pour intégrer ce dernier ; bien qu'intégré dans le groupe élargi auprès des professionnels, il ne dispute aucune rencontre de Pro D2 cette saison. Il reste au club malgré la relégation en Fédérale 1 en 2018, et apparaît dans l'équipe première dès cette saison, comme de nombreux autres jeunes joueurs locaux intégrant l'effectif senior remanié,. Gatelier prolonge ensuite pour une année plus une optionnelle. Jusqu'ici utilisé au poste d'arrière, son poste de formation, il est repositionné à l'aile afin de pallier les absences dans le groupe dacquois ; malgré ce repositionnement, Gatelier accumule les feuilles de match et devient un des cadres des rouge et blanc. Alors que l'US Dax dispute l'édition inaugurale de la nouvelle division Nationale, Gatelier est le joueur le plus utilisé de l'effectif ; son contrat sera reconduit pour une année supplémentaire, puis pour une nouvelle saison plus une optionnelle.
En parallèle de ses saisons à l'US Dax, il pratique régulièrement le rugby à sept. En 2018, il porte le maillot national, disputant le championnat du monde universitaire et décrochant la médaille de bronze. Plus tard, il est appelé par les Barbarians français en 2021, et 2022, afin de disputer le Supersevens, compétition rassemblant notamment les équipes professionnelles de Top 14.
Sous contrat pluriactif lors de sa troisième saison, Gatelier étudie à l'université de Bordeaux en master STAPS, suivant la même formation que son coéquipier en club Simon Garrouteigt. Il exerce par la suite en tant que professeur d'éducation physique et sportive.
En fin de saison 2022-2023, durant laquelle il est l'un des meilleurs marqueurs d'essai de la division avec dix essais et a développé sa polyvalence entre l'arrière et l'aile des trois-quarts dacquois, il prolonge son contrat actuel d'une année supplémentaire, soit jusqu'en 2025 ; l'exercice sportif se clôt sur une promotion en Pro D2 et un titre de vice-champion, Gatelier participant à la finale concédée contre le Valence Romans DR. Blessé au genou lors de la finale, il dispute rapidement son premier match professionnel, aligné lors de la 2e journée de la saison 2023-2024 de Pro D2. Victime d'une fracture du péroné lors d'un entraînement avant la 28e journée, il vit hors du terrain la qualification en phase finale de son équipe ; son contrat actif est remanié à la fin de cette première saison en Pro D2, repoussant son terme à 2027.

## Palmarès

### En rugby à XV
- Championnat de France de Nationale :
  - Vice-champion : 2023 avec l'US Dax.

### En rugby à sept
- Championnat du monde universitaire de rugby à sept :
  - Médaille de bronze : 2018 avec l'équipe de France.